# Georg Volkert
Georg Volkert (født 28. november 1945 i Ansbach, Tyskland, død 16. august 2020 i Erlangen) var en tysk fodboldspiller (angriber).
På klubplan repræsenterede Volkert henholdsvis FC Nürnberg, Hamburger SV og VfB Stuttgart i hjemlandet, samt schweiziske FC Zürich. Med Nürnberg var han i 1968 med til at vinde det tyske mesterskab, mens han hos Hamburger SV vandt DFB-Pokalen i 1976 og Pokalvindernes Europa Cup i 1977.
Volkert spillede desuden 12 kampe for Vesttysklands landshold. Det drejede sig om 11 venskabskampe samt en VM-kvalifikationskamp mod Østrig i 1969.

## Titler
Bundesligaen
- 1968 med FC Nürnberg

DFB-Pokal
- 1976 med Hamburger SV

Pokalvindernes Europa Cup
- 1977 med Hamburger SV